# Omloop van de Westhoek
Omloop van de Westhoek - Memorial Stive Vermaut is een jaarlijkse wielerwedstrijd in Ichtegem in de West-Vlaamse Westhoek. Na het overlijden in 2004 van de uit Ichtegem afkomstige Stive Vermaut op 28-jarige leeftijd kreeg de wedstrijd in 2005 de toevoeging Memorial Stive Vermaut. Op de erelijst staan onder andere Freddy Maertens, Johan Museeuw en de Nederlander Danny Nelissen. De wedstrijd werd van 1955 tot 2017 verreden door mannen zonder contract en vanaf 2018 door vrouwen profs. In 2019 kon de wedstrijd niet doorgaan vanwege een storm en in 2020 vanwege de Coronapandemie.
De wedstrijd dient niet verward te worden met de vrouwenwedstrijd Dwars door de Westhoek. De Luxemburgse Christine Majerus wist beide wedstrijden te winnen.

## Mannen

### Erelijst
| Jaar | Winnaar                | Tweede                    | Derde                     |
| ---- | ---------------------- | ------------------------- | ------------------------- |
| 1955 | Gabriel Borra          | Marcel Ongenae            | Werner Vanhaecke          |
| 1956 | Roger Beke             | Willy Desmet              | Roger Soenens             |
| 1957 | Marcel Seynaeve        | Hector Sabbe              | Roger Beke                |
| 1958 | Albert Daenekynt       | Georges Van Maeckelberghe | F. Rousseau               |
| 1961 | Rom. De Gruyter        | Yvan Covent               | Léon Vergauwen            |
| 1962 | Georges Vandenberghe   |                           |                           |
| 1963 | Bernard Maertens       | Willy Vanheste            | Étienne Van Vlierberghe   |
| 1964 | Guido Reybrouck        | Étienne Mattheus          | Camiel Vyncke             |
| 1965 | Hubert Criel           | Donaat Himpe              | Rémi Van Vreckom          |
| 1966 | Wim Dubois             | Herman Decan              | Robert Legein             |
| 1967 | Jos Van Mechelen       | Robert Legein             | Gilbert Verlinde          |
| 1968 | Cees Rentmeester       | Pol Mahieu                | Eddy Museeuw              |
| 1969 | Roland Callewaert      | Daniel Verplancke         | M. Desmedt                |
| 1971 | Gilbert Eeckhout       | Gérard Olbe               | Eddy Ronquetti            |
| 1972 | Freddy Maertens        | Michel Pollentier         | Fons van Katwijk          |
| 1973 | Bas Hordijk            | Mich. Dragin              | Lieven Malfait            |
| 1975 | Jean-Luc Vandenbroucke | Gaby Minneboo             | Ronny Bossant             |
| 1976 | Eddy Vanhaerens        | Toine van den Bunder      | Wilfried Vyncke           |
| 1977 | Toine van den Bunder   | Frank Hoste               | Bernard Huyghe            |
| 1978 | Walter Schoonjans      | Dirk Vermeersch           | Freddy Tanghe             |
| 1979 | Johan Denijs           | Werner Devos              | Bernard Huyghe            |
| 1980 | Alain Van Hoornweder   | Eric Borra                | Christian Vannieuwenhuyse |
| 1981 | Johan Denijs           | Hedwig Maes               | Patrick Vanvyaene         |
| 1982 | Eric Wuytack           | Chris Capelle             | Pieter Verhaeghe          |
| 1983 | Patrick Verplancke     | Gino Knockaert            | Rudy Van Gheluwe          |
| 1984 | Roger Lemmens          | Peter Spaenhoven          | Marc Versluys             |
| 1985 | Jan Mattheus           | Rudy De Keyzer            | Jos Roovers               |
| 1986 | Johan Museeuw          | Peter Huyghe              | Patrick Verplancke        |
| 1987 | Pascal De Smul         | Jean-Philippe Loy         | Didier Priem              |
| 1988 | Jan Mattheus           | Reginald Vandamme         | Walter De Veerman         |
| 1989 | Reginald Vandamme      | Geert De Buck             | Stefaan Vermeersch        |
| 1990 | Danny Nelissen         | Willy Willems             | Eric De Clercq            |
| 1991 | Danny Daelman          | Tom Steels                | Niels Boogaard            |
| 1992 | Sean Way               | Danny Daelman             | Danny Sleeckx             |
| 1993 | Didier Priem           | Stefaan Vermeersch        | Roger Vaessen             |
| 1994 | Frank Høj              | Stefaan Vermeersch        | Patrick Van Daele         |
| 1995 | Danny Jonckheere       | Yoeri Wandels             | Pascal Lievens            |
| 1996 | Jurgen Vermeersch      | Jan Mattheus              | Danny Jonckheere          |
| 1997 | Pascal Lievens         | Jan Mattheus              | Jurgen Vermeersch         |
| 1998 | Kurt Dewulf            | Nico Strynckx             | Sébastien Van den Abeele  |
| 1999 | Mario Raes             | Pascal Lievens            | James Vanlandschoot       |
| 2000 | Jurgen De Buysschere   | Patrick Cocquyt           | Steven De Champs          |
| 2001 | Patrick Cocquyt        | Igor Abakoumov            | Lars Vantournhout         |
| 2002 | Tim Lenaers            | Patrick Cocquyt           | Jurgen Deceuninck         |
| 2003 | Nico Kuypers           | Steven De Schamp          | Jurgen Vermeersch         |
| 2004 | Nico Kuypers           | Jurgen Van Loocke         | Mario Willems             |
| 2005 | Nico Kuypers           | Jarno Van Mingeroet       | Gerdy Ververken           |
| 2006 | Steven Vanden Bussche  | Dirk Clarysse             | Geert Vermoote            |
| 2007 | Gerdy Ververken        | Jonas Reybrouck           | Nico Savat                |
| 2008 | Werner Vandromme       | Maarten de Jonge          | Jari Salomein             |
| 2009 | Joeri Clauwaert        | Werner Vandromme          | Stijn Minne               |
| 2010 | Sven Jodts             | Kevin Maene               | Martijn Debaene           |
| 2011 | Nielsen Raedt          | Dries Depoorter           | Thomas Ongena             |
| 2012 | Jens Wallays           | Brian van Goethem         | Jo Maes                   |
| 2013 | Jens Wallays           | Jo Maes                   | Nielsen Raedt             |
| 2014 | Joeri Calleeuw         | Michael Cools             | Steven Caethoven          |
| 2015 | Stijn Minne            | Jan Logier                | Gianni Marchand           |
| 2016 | Jo Maes                | Stijn Minne               | Arjen Livyns              |
| 2017 | Joren Touquet          | Jens Vandenbogaerde       | Johan Hemroulle           |

Meervoudige winnaars
| Overwinningen | Renster      | Land   | Jaren            |
| ------------- | ------------ | ------ | ---------------- |
| 3             | Nico Kuypers | België | 2003, 2004, 2005 |
| 2             | Johan Denijs | België | 1979, 1981       |
| 2             | Jan Mattheus | België | 1985, 1988       |
| 2             | Jens Wallays | België | 2012, 2013       |

 Overwinningen per land 
| Overwinningen | Land               |
| ------------- | ------------------ |
| 51            | België             |
| 6             | Nederland          |
| 1             | Canada, Denemarken |

## Vrouwen

### Erelijst
| Jaar | Winnaar                              | Tweede                               | Derde                                |
| ---- | ------------------------------------ | ------------------------------------ | ------------------------------------ |
| 2018 | Floortje Mackaij                     | Lorena Wiebes                        | Marjolein van 't Geloof              |
| 2019 | niet verreden vanwege storm          | niet verreden vanwege storm          | niet verreden vanwege storm          |
| 2020 | niet verreden vanwege Coronapandemie | niet verreden vanwege Coronapandemie | niet verreden vanwege Coronapandemie |
| 2021 | Christine Majerus                    | Amy Pieters                          | Thalita de Jong                      |

 Overwinningen per land 
| Overwinningen | Land                 |
| ------------- | -------------------- |
| 1             | Luxemburg, Nederland |